# Quinto Publilio Filón
Quinto Publilio Filón (en latín Quintus Publilius Philo) fue un político romano de origen plebeyo, distinguido general en las guerras samnitas, y el autor de una de las grandes reformas en la constitución romana. Ocupó el cargo de cónsul en cuatro ocasiones durante el siglo IV a. C.

## Su primera dictadura y las Leges Publiliae
Fue cónsul en el año 339 a. C., con Tiberio Emilio Mamercino, y derrotó a los latinos, por lo cual tuvo un triunfo. En ese mismo año fue nombrado dictador por su colega Emilio Mamercinus, y, como tal, propuso las célebres Leges Publiliae, que suprimían la facultad de las asambleas patricias de las curias, elevando a los plebeyos a una igualdad con los patricios para todos los propósitos prácticos. 
Parece que se esperaba una gran oposición por parte de los patricios, y que por lo tanto Filón fue elevado a la dictadura, de modo que las reformas propuestas podrían llevarse a cabo. Como no podía haber sido nombrado dictador sin la sanción del Senado, se ha deducido por Niebuhr, que con mucha probabilidad, las leyes Publilianas fueron presentadas con la aprobación del Senado.
Según Tito Livio había tres leyes Publilianas. La primera decía "que los plebiscitos deberían obligar a todos los Quirites" (ut omnes plebiscitos Quirites tenerent), que tiene la misma finalidad que la posterior lex Hortensia. 
La segunda ley promulgada, ut legum, quae comitiis centuriatis ferrentur, pactum Patres ante suffragium Auctores fierent. Por patres Livio entiende aquí que significa curia, es decir, la asamblea de los patricios, y en consecuencia, esta ley promulgada contemplaba que las curias debían confirmar los resultados de las votaciones de todas las leyes presentadas ante los comicios por centurias; en otras palabras, el veto de las curias en la promulgación de leyes por las centurias fue abolido. 
La tercera ley promulgada contemplaba que uno de los dos censores necesariamente debía ser un plebeyo, y Niebuhr conjetura que también había una cuarta ley, y consistía que siempre en cada año alterno el pretor debía ser un plebeyo.

## Su carrera política
En 337 a. C. Filón fue el primer pretor plebeyo; en 335 a. C. fue magister equitum del dictador Lucio Emilio Mamercino Privernas, y en el año 332 a. C. obtuvo la censura con Sp. Postumio Albino. Durante esta censura, las tribus Maecia y Scaptia fueron añadidas, y la ciudadanía romana fue dada a los habitantes de Acerrani.

## Segundo consulado
En 327 a. C. Filón fue cónsul por segunda vez, con L. Cornelio Léntulo. Fue enviado contra Palépolis, en el sur de Italia, a la que puso sitio, pero como no pudo tomar la ciudad antes de la expiración de su año de servicio, su imperium se prolongó, con el título de procónsul, por medio de un senatusconsultum y un plebiscito: ésta es la primera vez en la historia romana en la que una persona fue investida con el poder proconsular. 
Filón logró tomar Palépolis en el año siguiente, 326 a. C., como consecuencia de la traición de dos de sus principales ciudadanos, quienes atrajeron a la guarnición samnita fuera de la ciudad, y abrieron las puertas a los romanos. Así, Filón obtuvo el triunfo al volver a Roma.

## Tercer consulado
En 320 a. C. Filón fue cónsul por tercera vez, con Lucio Papirio Cursor. Ellos fueron elegidos para el consulado por ser dos de los generales más distinguidos de su tiempo, como consecuencia de la gran derrota que los romanos habían sufrido el año anterior cerca de Caudium. Ambos cónsules marcharon contra Samnio. Papirio, que había puesto sitio a Luceria, fue encerrado en su campamento fortificado por el ejército samnita, que había venido en ayuda de Luceria, y se vio en grandes apuros. Fue, sin embargo, relevado de sus dificultades por el avance del ejército de su colega Filón, que derrotó a los samnitas y tomó su campamento.

## Cuarto y último consulado
En 315 a. C. Filón fue cónsul por cuarta vez, con Lucio Papirio Cursor. Los cónsules de este año no aparecen mencionados en Tito Livio, que dice simplemente que los nuevos cónsules se mantuvieron en Roma, y que la guerra se llevó a cabo dirigida por el dictador Q. Fabio.